# كارلوس خيمينيز (لاعب كرة طائرة)
كارلوس خيمينيز (بالإسبانية: Carlos Jiménez) (12 أغسطس 1995 - ) هو لاعب كرة طائرة إسبانيا.